# Vladimir Krikounov
Vladimir Vassilievitch Krikounov - en russe Владимир Васильевич Крикунов et en anglais Vladimir Krikunov - (né le 24 mars 1950 à Kirovo-Tchepetsk en URSS) est un joueur professionnel russe de hockey sur glace devenu entraîneur.

## Biographie
Il commence sa carrière au Kristall Saratov. Il porte également les couleurs des Krylia Sovetov et du Dinamo Riga dans le championnat d'URSS. Il a représenté l'URSS à 15 reprises entre 1976 et 1979. Il a participé à la Coupe Canada 1976. En 1982, il met un terme à sa carrière.
Il devient entraîneur au Dinamo Minsk. De 1991 à 1993, il entraîne le HK Jesenice. En 1996, il revient en Russie au HC Spartak Moscou puis au Dinamo-Energuia Iekaterinbourg jusqu'en 1999. Il signe aux Ak Bars Kazan et en 2001 passe au Neftekhimik Nijnekamsk.
Au niveau international, il a dirigé les équipes de Russie et de Biélorussie. Il est à la tête de la Slovénie en 1996.

## Statistiques
Pour les significations des abréviations, voir Statistiques du hockey sur glace.
| Saison    | Équipe      | Ligue |    | Saison régulière | Saison régulière | Saison régulière | Saison régulière | Saison régulière |   | Séries éliminatoires | Séries éliminatoires | Séries éliminatoires | Séries éliminatoires | Séries éliminatoires |
| Saison    | Équipe      | Ligue | PJ | B                | A                | Pts              | Pun              | PJ               | B | A                    | Pts                  | Pun                  |                      |                      |
| 1978-1979 | Dinamo Riga | URSS  | 44 | 4                | 5                | 9                | 66               |                  |   |                      |                      |                      |                      |                      |
| 1979-1980 | Dinamo Riga | URSS  | 44 | 7                | 13               | 20               | 61               |                  |   |                      |                      |                      |                      |                      |
| 1980-1981 | Dinamo Riga | URSS  |    | 3                | 5                | 8                | 24               |                  |   |                      |                      |                      |                      |                      |
| 1981-1982 | Dinamo Riga | URSS  | 43 | 5                | 6                | 11               | 50               |                  |   |                      |                      |                      |                      |                      |